# Imperial (Missouri)
Pour les articles homonymes, voir Imperial.
Imperial est une census-designated place du comté de Jefferson dans l’État du Missouri, aux États-Unis. Sa population s’élevait à 4 709 habitants lors du recensement de 2010.

## Démographie
| Groupe            | Imperial | Missouri | États-Unis |
| ----------------- | -------- | -------- | ---------- |
| Blancs            | 97,5     | 82,8     | 72,4       |
| Asiatiques        | 1,1      | 1,6      | 4,8        |
| Métis             | 0,8      | 2,1      | 2,9        |
| Afro-Américains   | 0,3      | 11,6     | 12,6       |
| Amérindiens       | 0,3      | 0,5      | 0,9        |
| Autres            | 0,2      | 1,4      | 6,4        |
| Total             | 100      | 100      | 100        |
|                   |          |          |            |
| Latino-Américains | 1,2      | 3,6      | 16,7       |

Selon l'American Community Survey, pour la période 2011-2015, 98,33 % de la population âgée de plus de 5 ans déclare parler anglais à la maison et 1,67 % une autre langue.